# René Cédolin
René Cédolin (født 13. juli 1940 i Mantes-la-Jolie, Frankrig) er en fransk tidligere fodboldspiller (forsvarer), og senere træner.
Cédolin spillede på klubplan 13 sæsoner hos Rennes, hvor han var med til at vinde den franske pokalturnering i både 1965 og 1971. Han repræsenterede også Caen.
Efter sit karrierestop var Cédolin i en årrække træner, blandt andet for sin gamle klub som aktiv, Rennes, samt for Troyes og Guingamp.

## Titler
Coupe de France
- 1965 og 1971 med Rennes